# Рябоконь, Василий Петрович
Василий Петрович Рябоконь (род. 30 марта 1940) — украинский учёный, доктор экономических наук (2001), член-корреспондент УААН (отделение аграрной экономики и земельных отношений, экономика сельского хозяйства и АПК, 12.2002).

## Биография
Родился 30 марта 1940 в селе Кузьминцы (Барский район, Винницкая область) в крестьянской семье.
- С 1957 — плотник колхоза имени Ленина Барского района.
- 12.1958-10.1960 — корректор Барской районной газеты «Советский флаг».
- С 10.1960 — инструктор, заведующий школьным отделом Барского райкома ЛКСМУ.
- С 1964 — заместитель секретаря комитета ЛКСМУ производственного колхозно-совхозного управления, город Бар.
- С 1965 — второй секретарь, первый секретарь Барского райкома ЛКСМУ.
- 10.1967-01.1968 — инструктор ЦК ЛКСМУ.
- 01.1968-09.1974 — второй секретарь, первый секретарь Винницкого обкома ЛКСМУ.
- 09.1974-08.1977 — аспирант Академии общественных наук при ЦК КПСС, город Москва.
- 08.1977-09.1978 — секретарь Винницкого горкома КПУ.
- 09.1978-08.1983 — заведующий отделом организационно-партийной работы Винницкого обкома КПУ.
- 08.1983-11.1988 — первый секретарь Винницкого горкома КПУ.
- 11.1988-11.1990 — второй секретарь Винницкого обкома КПУ.
- 04.1994-11.1996 — заместитель министра, 11.1996-12.1998 — первый заместитель министра Кабинета Министров Украины.
- 12.1998-12.1999 — первый заместитель Главы Администрации Президента Украины.
- 12.1999-02.2000 — советник Премьер-министра Украины.
- 02.2000-01.2003 — начальник административно-хозяйственного департамента Министерства финансов Украины.

## Награды и звания
- Заслуженный деятель науки и техники Украины (12.2009). Ордена Трудового Красного Знамени (1971, 1986), «Знак Почёта» (1981). Орден «За заслуги» III степени (08.1997). Почётная грамота Кабинета Министров Украины (03.2005).
- Большой крест ордена Заслуг (Португалия, 16 апреля 1998)[1]
- Государственный служащий 1-го ранга (06.1994).